# Pierre Huyghe
Pierre Huyghe (Parigi, 11 settembre 1962) è un artista francese che opera attraverso l'uso di diversi mezzi espressivi, da film e video fino ad interventi nello spazio pubblico. Ha vinto il premio Hugo Boss nel 2002 con il video Les grands ensembles (2001).